# Teddy und die Filmschauspielerin
Teddy und die Filmschauspielerin ist eine deutsche Filmkomödie von 1914 innerhalb der Stummfilmreihe Teddy. Hauptdarsteller ist Paul Heidemann.

## Hintergrund
Der Film hat eine Länge von zwei Akten. Produziert wurde der Stummfilm von Literaria Film unter der Nummer 1941. Teddy und die Filmschauspielerin wurde von der Polizei Berlin im Juni 1914 mit einem Jugendverbot belegt (Nr. 14.40).
Eine Aufführung ist nachweislich für die Rodera-Lichtspiele (auch Kammer-Lichtspiele) in Dresden, Wilsdruffer Straße 29. Dort lief der Film am 24. April 1915.